# Armeegruppe Blumentritt

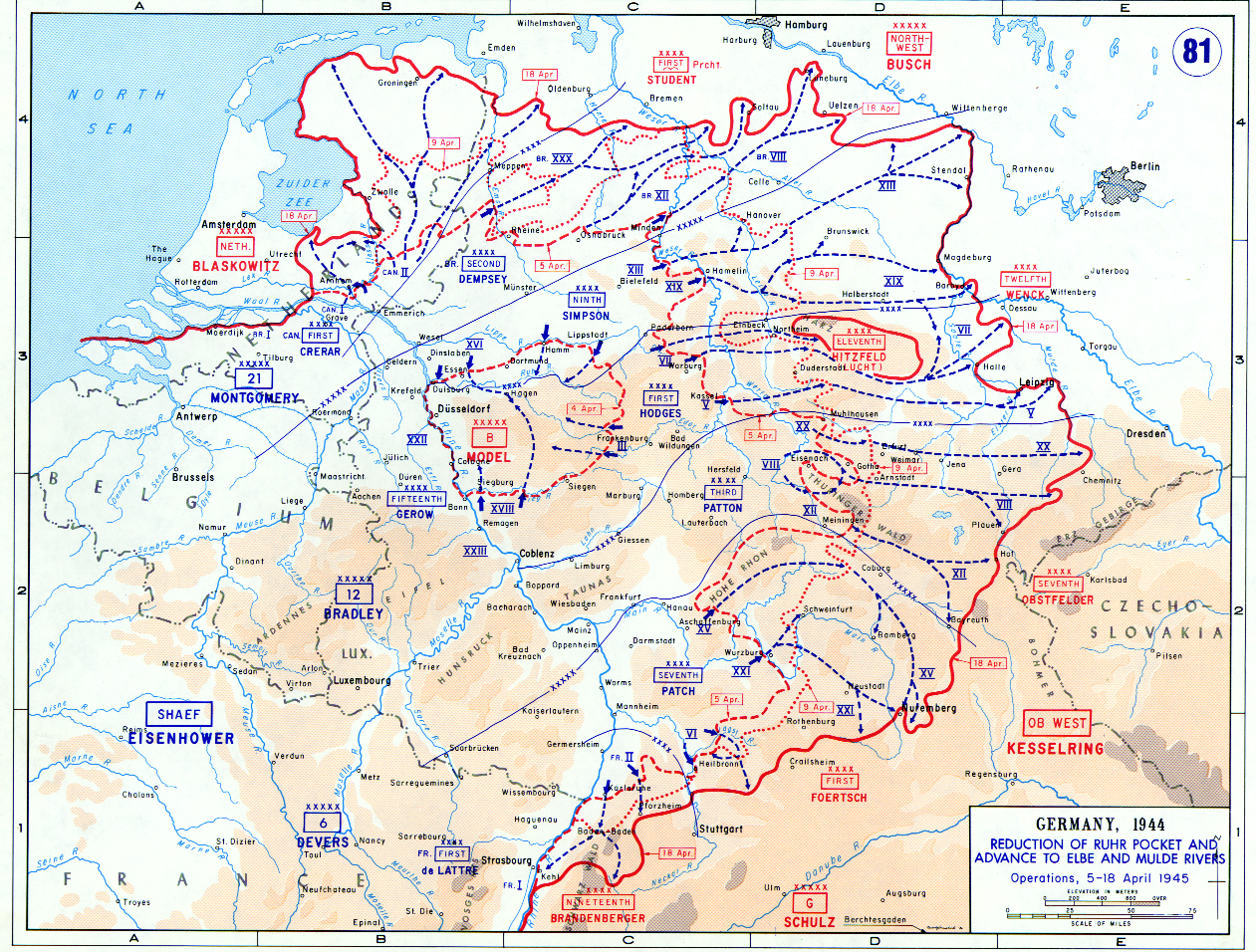
La situation de l'Ob. Nordwest du 5 au 18 avril 1945. La position de l'Armeegruppe Blumentritt ne figure pas sur cette carte américaine.

Pour les articles homonymes, voir Blumentritt.
L'Armeegruppe Blumentritt (aussi appelé Armeegruppe B ; en français : « groupe d'armées Blumentritt ») était une unité de la Heer (armée de terre) de la Wehrmacht, formée le 9 avril 1945, soit moins d'un mois avant la fin du conflit mondial sur le continent européen.
Elle a été placée sous le commandement du général Günther Blumentritt jusqu'à la capitulation de l'Oberbefehlshaber Nordwest le 5 mai 1945.
La fonction de l'Armeegruppe Blumentritt fut de commander les maigres unités régulières qui se trouvaient entre la Weser et l'Elbe, les unités de l'Ersatzheer des Wehrkreis VI et XI, ainsi que les troupes à pied de la Kriegsmarine près de la ville de Brême. 
D'après Charles B. MacDonald, l'Armeegruppe Blumentritt tenta surtout de ralentir l'avance des troupes anglo-canadiennes pour garder les ports de la Baltique entre les mains allemandes le plus longtemps possible, ceci dans le but d'aider à faire débarquer les réfugiés allemands fuyant l'avance des troupes soviétiques.

## Organisation

### Commandant
| Date                 | Grade                  | Commandant          |
| -------------------- | ---------------------- | ------------------- |
| 9 avril - 5 mai 1945 | General der Infanterie | Günther Blumentritt |

### Chef d'état-major
| Date                 | Grade  | Commandant   |
| -------------------- | ------ | ------------ |
| 9 avril - 5 mai 1945 | Oberst | Willi Mantey |

## Ordre de bataille
12 avril 1945
- Generalkommando Ems (nouveau nom du stellvertretendes Generalkommando XI. Armeekorps) 
  - Division Nr. 480
  - Divisions-Stab z.b.V. (172. Reserve-Division)
  - 2. Marine-Infanterie-Division
  - 3. Panzer-Grenadier-Division

25 avril 1945
- Kampfkommandant Hamburg
  - Division Hamburg Nord
  - Division Hamburg Süd
- Generalkommando Ems
  - 15. Panzer-Grenadier-Division
  - Divisions-Stab z.b.V. (172. Reserve-Division)
  - Division Nr. 480
  - 2. Marine-Infanterie-Division
  - Kampfkommandant Bremen
- Generalkommando Witthöft
- Armeekorps z.b.V.
  - Divisionsstab Oetken
  - Kommandeur der Panzertruppen X